# Ireland Tri-Nation Series 2019/20
Die Ireland Tri-Nation Series 2019/20 war ein Drei-Nationen-Turnier, das vom 15. bis zum 20. September 2019 in Irland im Twenty20-Cricket ausgetragen wurde. Bei dem zur internationalen Cricket-Saison 2019/20 gehörenden Turnier nahmen neben dem Gastgeber die Mannschaften aus den Niederlanden und Schottland teil. In der Gruppe konnte sich Irland vor Schottland und den Niederlanden durchsetzen.

## Vorgeschichte
Für alle drei Mannschaften war es die erste Tour der Saison. Ursprünglich war zu diesem Termin die Austragung der ersten Saison der EUROT20 vorgesehen, einem Turnier für Franchises aus den drei beteiligten Nationen. Diese wurde jedoch aus finanziellen Gründen kurz vor Beginn abgesagt und durch dieses aufeinandertreffen der Nationalmannschaften ersetzt. Alle drei Mannschaften bereiten sich dabei auf den ICC T20 World Cup Qualifier 2019 in den Vereinigten Arabischen Emiraten vor.

## Format
In einer Vorrunde spielte jede Mannschaft gegen jede zwei Mal. Für einen Sieg gab es vier, für ein Unentschieden oder No Result zwei Punkte.

## Stadion
Die folgenden Stadien wurden für das Turnier ausgewählt.
| Malahide Cricket Club Ground | Malahide | 11.500 | 1. – 6. Spiel |

## Kaderlisten
Die Kader wurden kurz vor dem Turnier bekanntgegeben.
| ODI | ODI | ODI |
| Irland | Niederlande | Schottland |
| --- | --- | --- |
| - Gary Wilson (K) - Mark Adair - Andrew Balbirnie - David Delany - Gareth Delany - George Dockrell - Shane Getkate - Jacob Mulder - Kevin O’Brien - Boyd Rankin - Paul Stirling - Harry Tector - Stuart Thompson - Lorcan Tucker - Craig Young | - Pieter Seelaar (K) - Philippe Boissevain - Ben Cooper - Scott Edwards (wk) - Clayton Floyd - Brandon Glover - Fred Klaassen - Bas de Leede - Paul van Meekeren - Max O’Dowd - Vikramjit Singh - Shane Snater - Antonius Staal - Tobias Visee | - Kyle Coetzer (K) - Richie Berrington - Matthew Cross - Alasdair Evans - Ollie Hairs - Michael Leask - Calum MacLeod - George Munsey - Adrian Neill - Safyaan Sharif - Tom Sole - Hamza Tahir - Craig Wallace - Mark Watt |

## Spiele
Tabelle
| Teams       | Sp. | S | N | U | R | NR | Punkte | NRR    |
| ----------- | --- | - | - | - | - | -- | ------ | ------ |
| Irland      | 4   | 2 | 1 | 0 | 0 | 1  | 10     | +0.247 |
| Schottland  | 4   | 2 | 2 | 0 | 0 | 0  | 8      | +1.335 |
| Niederlande | 4   | 1 | 2 | 0 | 0 | 1  | 6      | −2.031 |

Sieg: 4 Punkte; Remis: 2 Punkte
Spiele
| 15. September Scorecard | Malahide | Irland   | – | Niederlande |
|                         |          | Abgesagt |   |             |

| 16. September Scorecard | Malahide | Schottland 252-3 (20)          | – | Niederlande 194-7 (20) |
|                         |          | Schottland gewinnt mit 58 Runs |   |                        |

| 17. September Scorecard | Malahide | Schottland 193-7 (20)        | – | Irland 194-6 (17.4) |
|                         |          | Irland gewinnt mit 4 Wickets |   |                     |

| 18. September Scorecard | Malahide | Irland 181-7 (20)                 | – | Niederlande 183-4 (19.1) |
|                         |          | Niederlande gewinnt mit 6 Wickets |   |                          |

| 19. September Scorecard | Malahide | Niederlande 123 (20)             | – | Schottland 126-4 (13.2) |
|                         |          | Schottland gewinnt mit 6 Wickets |   |                         |

| 20. September Scorecard | Malahide | Irland 186-9 (20)        | – | Schottland 185-6 (20) |
|                         |          | Irland gewinnt mit 1 Run |   |                       |